# The Pop Hits
The Pop Hits utkom 2003 och är ett samlingsalbum av den svenska popduon Roxette.[källa behövs] Opportunity Nox, som spelades in 2002, släpptes även på singel, och blev i mars 2003 Roxettes första bidrag på Svensktoppen. Musikvideon var animerad av den sydafrikanske Murray John och regisserades av Jonas Åkerlund. Albumet innehöll även tidigare outgivna Little Miss Sorrow som spelades in 1998.

## Låtlista
1. Opportunity Nox
2. The Look
3. Dressed for Success
4. Dangerous
5. Joyride (Single edit)
6. The Big L.
7. Church of Your Heart
8. How Do You Do!
9. Sleeping in My Car (Single edit)
10. Run To You
11. June Afternoon
12. Stars
13. The Centre Of The Heart
14. Real Sugar
15. Little Miss Sorrow

### 4-spårig Bonus EP
1. Stupid [Inspelad december 1996,  samt november 2000]
2. Makin' Love To You [Inspelad januari- februari 1998]
3. Better Off On Her Own [Inspelad oktober 1997, samt mars 1999]
4. Bla Bla Bla Bla Bla (You Broke My Heart) [Inspelad januari 2000] [5]

## Singelskivor
- Opportunity Nox
  1. Opportunity Nox
  2. Fading Like A Flower (Everytime You Leave) (Live)
  3. Breathe (T&A Demo)

### Fotnoter
1. ↑  ”Roxette”. Arkiverad från originalet den 24 augusti 2011. https://web.archive.org/web/20110824031633/http://www.roxette.se/discography.php. Läst 10 juni 2011.
2. ↑  ”Roxettes nya video är tecknad”. https://www.aftonbladet.se/a/gP6VQa. Läst 18 mars 2024.
3. ↑  ”allmusic.”. https://www.allmusic.com/album/the-pop-hits-mw0000466422. Läst 18 mars 2024.
4. ↑  ”musicbrainz.”. https://musicbrainz.org/release-group/ed3eb793-a3e5-3075-bd68-10b156bdf970. Läst 18 mars 2024.
5. ↑  Information från texthäfte, CD-utgåvan.